# Bougé-Chambalud
Bougé-Chambalud este o comună în departamentul Isère din sud-estul Franței. În 2009 avea o populație de 1.240 de locuitori.

## Evoluția populației
| An        | 1975 | 1982 | 1990 | 1999 | 2006  | 2009  |
| --------- | ---- | ---- | ---- | ---- | ----- | ----- |
| Populație | 717  | 672  | 814  | 918  | 1.128 | 1.240 |